# 江霞
廖瑛瑛（1949年11月20日—），藝名江霞，臺灣女歌手、女演員，出生於新北市瑞芳區。

## 生平
江霞(廖瑛瑛)出生於臺北縣瑞芳鎮（今新北市瑞芳區）九份，父親曾任九份國小校長。江霞早年曾以歌手身份在台視歌唱節目《群星會》登台，也是華視基本演員之一。經由童月娟的介紹，開始拍攝台灣的武俠片。1967年（18歲），江霞入演藝圈，拍過電影、電視劇及當製作人，曾以電影《搭錯車》入圍金馬獎最佳女配角，另以電影《海峽兩岸》入圍最佳女主角。1980年代，江霞與台灣知名室內設計師杜文正結婚，婚後曾息影，復出時正逢台灣新電影起飛的年代，於是改以戲劇、電影為主。
江霞與杜文正結婚後，受到杜文正的影響，原本支持中國國民黨的江霞轉而支持民主進步黨。2000年，江霞為民進黨總統候選人陳水扁助選；在陳水扁政府執政後，江霞於同年8月出任台視董事。
2001年1月18日，江霞接受中廣流行網《中廣新聞通》主持人葉樹姍的專訪時，提到了電視台之間的「紅包文化」，甚至語氣激動地指出：「自有電視台以來，就有所謂的紅包文化！而台視節目部的盛竹如是最嚴重的，他是把台視文化搞到最壞的人。看看他的銀行存簿，一個月有（新台幣）上百萬元的錢匯入他的戶頭中。」江霞又說，她有很多證據證明紅包文化存在，「不論是以前的台視或現在的民視都一樣！」2001年1月19日，剛剛抵達加拿大的盛竹如反諷江霞：「這個瘋婆子真是無聊，我才懶得理她！請她拿出證據來，不然我就告她，沒甚麼好說的！」
2001年2月，江霞接受《新台灣新聞週刊》專訪時說，美麗島事件發生時，她心裡都會想著「最好趕快抓到施明德」、「林義雄的家庭破裂都是咎由自取」等等，而完全不了解美麗島事件本身或其前因後果；後來她隨著杜文正生去聽了當時幾場「代夫出征」黨外候選人的演講，看到了媒體之外的另一種真相，著實讓她「目瞪口呆」，原本支持中國國民黨的她轉而支持民進黨。
2003年12月5日，江霞到立法院為民進黨正義連線基層幹部演講「解讀媒體」時說「政府花錢做政令宣導，已經存在五十幾年，是很正常、而且必要的工作」，但她批評中國國民黨花錢買節目是「愚民政策」。
2004年，江霞為陳水扁連任助選。2004年3月16日，在野黨質疑，總統專機常違法載非公務人士，其中包含江霞；但江霞反駁稱「一切依規定」。
2004年6月18日，江霞接任華視總經理，遭批是政治酬庸；江霞自稱，就算是酬庸，也酬庸得很有道理。江霞上任後，立即禁播中國電視劇，直到去職。民進黨立委邱議瑩認為江霞不買中國劇的做法矯枉過正，她說，這種做法就像2000年中國封殺歌手張惠妹如出一轍，當時台灣也是為張惠妹抱不平、大罵中國的行徑太過份，「結果我們現在還不是在做同樣的事？」。她感嘆連續劇環境日漸惡劣，「寫了字就是劇本，講了話就算台詞，錄到影就是戲」，期望能提升本土自主編導演人才。並強勢整頓華視新聞部，導致資深新聞主播李四端等主管及職員先後去職；又打著「尊重戲劇，重視優良編導演人才，能發揮台灣本土精神的環境」的改革口號，使張小燕等許多資深主持人退出華視，許多長期與華視合作的電視節目製作人也結束與華視的合作。
2004年6月23日，江霞透露，她拒絕讓孫翠鳳、羅大佑等「挺藍藝人」在華視演出。2004年6月25日，江霞接受邱顯辰主持的TVBS頻道節目《台灣放送》專訪時指稱媒體報導扭曲她的話，揚言找律師控告《蘋果日報》與《聯合報》：「我決定提出告訴，我想：你可以反對我，但是不能汙衊華視。我從來沒有說要封殺中國劇，讓中國居然要封殺華視耶！《蘋果日報》，你為什麼要跟中國起舞呢？真的，我不懂！這些媒體你們可以反對我，但是不能反對華視。」《蘋果日報》總編輯陳裕鑫回批，江霞出爾反爾、不承認她自己說過的話，她才應該好好反省，司法會好好檢驗到底是報導不實還是說法不實。
2005年3月23日，江霞賣掉華視持有的拍片用的『南崁影城』（位於桃園縣蘆竹鄉（今桃園市蘆竹區）中山路，佔地約五千坪，原為華視拍攝電視連續劇《紅樓夢》、《施公奇案》、《包青天》……等的地方）。
2005年9月7日，前華視副總經理朱立熙說，本年5月他第一次表示對華視新聞部總監陳季芳的不滿，他在公開信中暗指江霞用人不當，江霞卻指著他的鼻子怒罵他；同日，江霞回應，「這是低俗、不入流的抹黑」，更批評朱立熙「從未在正常體制下工作，沒有資格批評華視」（朱立熙在三大報任過高層，真正沒在正常體制下工作過的是江霞本人。華視總經理是江霞的第一個工作）。
2005年11月14日，江霞、黃昭堂、李喬、金恆煒、涂醒哲、王美琇、魚夫、吳錦發、陳郁秀、陳菊、吳樹民、曾貴海、林育卉、林世煜、李筱峰、戴寶村、文魯彬、阮銘與陳鵬雲在台大校友會館召開記者會，宣佈成立「台灣群俠護台灣」助選團，呼籲選民在2005年三合一選舉「以選票捍衛台灣主權」，同時也將督促陳水扁政府追求政治改革；江霞在記者會呼籲踴躍投票，不要聽信不去投票的耳語、把台灣毀滅，否則等於「變相為共產黨建國」；江霞又說：「若大家認為『藍色的媒體』才算正常，我認為『綠色的媒體』也不算不正常。我講一個台灣真正的聲音，不是只有一個藍色的聲音。」
2005年11月19日，「台灣群俠護台灣」助選團在屏東縣為民進黨屏東縣長候選人曹啟鴻助選，江霞批評：「雖然政黨輪替，但我們（民進黨）有真的在執政嗎？沒有！因為媒體都是紅色的。」
2005年12月15日，媒體改造學社（媒改社）與臺灣媒體觀察教育基金會（媒觀會）合辦「媒體改革不能跳票」記者會並發布共同聲明稿，媒改社主張：「由於近年來政府所派任之華視經營團隊在政治立場與內部管理上都有不適任之爭議事件發生，因此媒改社主張：華視公共化過程中，撤換官派董事的同時，也應撤換總經理。有關華視總經理江霞企圖將董事身分由『政府法人』轉為『自然人法人』之傳聞，我們表達強烈的反對，同時主張華視高層立即停止任何重大公司決議，進行看守工作，維持華視內部穩定運作。」
2006年4月2日，江霞因連續數年造成華視鉅額虧損而離職，她批評：「（華視）公共化的過程少了一點人情味。」
2006年5月20日，朱立熙在其個人網站發表〈涉世未深，一時貪心？〉一文稱，趙建銘的叔叔趙福來於2004年11月中旬帶其女兒到華視，關說讓趙福來的女兒在華視新聞部工作；當時華視總經理江霞的特別助理洪維健也打電話給他，要他「在新聞部隨便安排一個職位都可以」。該文說，雖然最後被他婉拒，江霞卻特別交代他：「來自官邸的關說，我們不能不買帳啊！朱副總，你看著辦吧！」江霞甚至直接指揮當時華視新聞部總監陳季芳，「直接下令錄用她交辦下來的人，甚至直接指揮陳季芳如何處理新聞、哪一條新聞做大、哪一則新聞不要播」。該文並批評，江霞是「一個只靠挺扁、只靠站台而擁有權位的戲子，以她藝人的邏輯，在指揮每天新聞運作以及新聞部的人事」。趙福來否認該文內容，並稱自己不曾與江霞見面。
2006年6月21日上午，前立法委員林瑞圖公布文件稱，華視董事會公告華視南崁影城出售案之底價為新台幣9億1千萬元，2005年開標出售時卻不公布底價，最後以新台幣8億元成交，而且得標廠商立即向新竹國際商業銀行貸款新台幣18億元，質疑江霞暗中操盤；江霞回應，不隨林瑞圖起舞。
2008年3月3日，白冰冰挺中國國民黨正副總統候選人馬英九、蕭萬長，江霞砲轟她與葉啟田被中國國民黨收買：「國民黨可以用錢來買葉啟田、可以用錢買白冰冰，但是不能用錢買我們這些有良知的台灣人，對不對？」2008年3月4日，白冰冰哭訴沒被中國國民黨收買，葉啟田也說沒被中國國民黨收買，江霞斥白冰冰在演戲。2008年3月5日下午，政論節目名嘴黃光芹在東森新聞台政論節目《攔截新聞》中說，江霞與民進黨正副總統候選人謝長廷、蘇貞昌競選總部有利益往來：「她自己是在包現在謝長廷的場子的，所有的藝人、所有的名嘴是由她召集，就跟謝長廷在選台北市長那一次是一樣的。」謝長廷、蘇貞昌競選總部發言人蕭美琴否認黃光芹說法，也稱讚江霞「自己付出很多在幫忙助選」。
2008年3月7日，中華演藝總工會召開記者會，理事長康凱帶領郭美珠、張琍敏、崔佩儀、田路路、陳盈潔、周嘉麗、林美照等30多位資深藝人聲援白冰冰，痛批江霞對白冰冰的批評太過份；陳盈潔諷刺江霞「阿扁做總統，妳在華視在做主」，田璐璐諷刺江霞「妳挺綠色講正義，我們挺藍叫吃錢？江霞是藝界的敗類，政治酬庸的傀儡」；郭美珠則說：「江霞說『白冰冰被收買』，她有嘴說別人、沒嘴說自己。她在華視2年，華視賠掉（新台幣）13億（元），她自己就收了多少錢？」由於江霞曾批評馬英九的女性支持者都是「三八」，郭美珠回批江霞：「我把『三八』兩個字寄回去給妳，祝妳一生臭名。」江霞回應：「她們都是我的老同事了，我在這個行業也40年，我不會對他們怎麼樣。她們只是被利用，就看康凱接下來怎麼去運作。」
2008年3月18日，謝長廷、蘇貞昌的苗栗縣苑裡鎮競選總部在苑裡夜市廣場舉辦的「民主護台灣造勢晚會」上，江霞抨擊：「回台表態挺馬藝人，有些拿的是香港、美國、加拿大護照，都不是台灣人，選完了就回去了；這種人根本不愛台灣，國民黨卻利用他們來影響台灣人，希望鄉親不要受影響。」
2010年6月14日，江霞向台北市政府警察局大安分局報案，声称她位於台北市大安區永康街的家中被窃价值新台幣千万元珠宝首飾，都是杜文正過節時送她。
2013年1月，盛竹如發表新書《百戰百盛：盛竹如一路長紅的成功智慧》，書中提到：2000年總統大選後，江霞被指派為台視董事，「這個人官威很大，要節目部經理陪著她到處巡視攝影棚。我對於這種官僚作風非常不認同，對她的要求不予理會。那時候她就看我非常不順眼。但我完全沒把她當一回事，只當她是一個莫名其妙的『江瞎』」；之後江霞趁著他搭機去加拿大時指稱他帶動台視紅包文化，「我人一到加拿大，馬上接到好多記者電話。我氣得請她拿出指控我的證據，否則我絕對不與她干休。我跟記者說：江霞在當演員時期，為了想要在戲劇節目裡有個角色，曾跟劇組人員有一腿，有過不好的紀錄；那幾個人是誰，我都知道！結果記者回過頭拿這件事問江霞，江霞嚇死了、馬上噤口。我回到台灣後，她一句話都不敢講，開會時把雙方當空氣一樣。事情就在她噤若寒蟬之後，也就不了了之。」
2013年2月，盛竹如接受《時報周刊》專訪時提到被江霞指控帶動台視紅包文化的事情，仍然忿忿不平：「她（江霞）說我拿紅包，應該在董事會提出來；結果趁我出國的時候去媒體上講，這算什麼？如果每個月真的有（新台幣）一百多萬（元）匯到我戶頭來，我還要在台視上班嗎？她的劣行我都知道，我也知道那些劇組人員是誰；是因為那時候我在主持類戲劇，聽工作人員跟我說的。江霞聽說我知道後，看到我就躲得遠遠的，從此也不敢再提紅包的事。」盛竹如還說，1979年，他找鳳飛飛拍攝電影《秋蓮》，當時劇組請華視美工設計海報，但他看到海報成品後非常不滿意，當場把海報撕掉、並要求劇組重新找人設計；直到一年半前碰到當時的電影製片，他才知道當時被開除的美工就是杜文正。江霞回應：「不管他（盛竹如）現在變成什麼小丑樣，當初他收紅包是事實，而且圈內人都知道。至於他講的我跟劇組人員怎樣，如果我真的曾經做過，那早就大家都知道了。我現在有這麼美滿的家庭，我不會理會他；畢竟他現在還要討生活，需要一些曝光。」

## 作品

### 電視劇
| 年份   | 頻道 | 劇名                                       | 角色   |
| 1987年 | 中視 | 一家之主                                   |        |
| 1991年 | 中視 | 《姐妹情》                                 |        |
| 1997年 | 中視 | 《金色夜叉》                               | 節子   |
| 1996年 | 中視 | 《一簾幽夢》                               | 心怡   |
| 1972年 | 華視 | 《西螺七劍》                               | 陳雪玉 |
| 1972年 | 華視 | 《俠士行》                                 | 高小菁 |
| 1972年 | 華視 | 《小鳳阿姨》                               | 楊小鳳 |
|        | 華視 | 《婚姻的故事》（僅第三單元《失落》）       |        |
| 1973年 | 華視 | 《八卦山下》                               |        |
| 1990年 | 華視 | 《佳家福》                                 | 惠心   |
| 1995年 | 華視 | 《三國英雄傳之關公》                       | 管大娘 |
| 1996年 | 華視 | 《第一世家》                               | 陳惠美 |
| 1994年 | 公視 | 《人生劇展──沉默的母親》                   | 惠華   |
| 1999年 | 民視 | 《狀元親家》                               | 張瓊枝 |
| 1992年 | 台視 | 《乳母》 《乳母2》                         | 秋子   |
|        | 台視 | 《滿面春風》                               |        |
| 2002年 | 台視 | 《台灣曼波──金水嬸、 浪子回頭、 少年頭家》 | 林美枝 |
| 2001年 | 台視 | 《香格里拉》                               | 阿緞   |
| 2001年 | 台視 | 《流氓教授》                               | 賴母   |
| 2003年 | 大愛 | 《望海》                                   | 吳英   |

### 電影
| 年份   | 片名                             | 角色       |
| 1969年 | 《草上飛》                       |            |
| 1979年 | 《春寒》                         |            |
| 1980年 | 《苦情草》                       |            |
| 1980年 | 《西螺七崁》                     |            |
| 1983年 | 《搭錯車》                       |            |
| 1983年 | 《兒子的大玩偶》之《蘋果的滋味》 |            |
| 1984年 | 《安安》                         |            |
| 1985年 | 《笑匠》                         |            |
| 1985年 | 《臺北神話》                     |            |
| 1985年 | 《背影》                         |            |
| 1985年 | 《國四英雄傳》                   | 周儒林母親 |
| 1986年 | 《我兒漢生》                     |            |
| 1987年 | 《赤腳天使》                     |            |
| 1988年 | 《海峽兩岸》                     |            |
| 1990年 | 《缺角的太陽》                   |            |
| 1991年 | 《官兵捉強盜》                   |            |

### 廣告
- 桂冠火鍋餃 (與「佳家福」游家原班人馬上官鳴、許傑輝、蔡燦得共演)
- 義美食品「好米」
- 華視新聞形象廣告「樹醫生」篇（僅配音）
- 華視連續劇《我只在乎你》
- 華視教育文化頻道社教節目《台灣媳婦》片頭（僅配音）
- Freeview無線數位電視機上盒「台視、華視強力推薦」篇

## 提名
| 年份   | 獲提名       | 獎項                   | 結果 |
| ------ | ------------ | ---------------------- | ---- |
| 1983年 | 《搭錯車》   | 第20屆金馬獎最佳女配角 | 提名 |
| 1988年 | 《海峽兩岸》 | 第25屆金馬獎最佳女主角 | 提名 |

## 外部連結
- 中文電影資料庫 江霞 （页面存档备份，存于）
- 江霞在香港影庫上的簡介
- 江霞在时光网上的簡介（简体中文）